# シャ・ラ・ラ/無限の羽
「シャ・ラ・ラ/無限の羽」（シャララ／むげんのはね）は滝沢秀明の2枚目のシングル。2009年5月6日発売。発売元はavex trax。

## 概要
前作「愛・革命」から4ヶ月ぶりのリリース。
初の両A面シングルで通常盤、初回限定盤（シャ・ラ・ラ、無限の羽盤）の3種で発売され、初回限定盤にはDVDが付ついている。
「無限の羽」では、ジャニーズJr、A.B.C-Zの河合郁人と戸塚祥太、Kis-My-Ft2の北山宏光と藤ヶ谷太輔が参加している。
また、本作の発売に先駆け、3月27日から4月6日までの限定でmu-moショップ内にて「Tackey Shop」が開店し、Tackey Shop限定盤が発売された。この作品には「シャ・ラ・ラ」、「無限の羽」に加え、自身が作詞・作曲した曲「手紙」が収録されている。また、期間終了後、再発売を希望する問い合わせが殺到し4月7日から4月14日までの限定で復活した。

## 収録曲

### 通常盤
1. シャ・ラ・ラ
（作詞：山下和彰／作曲：増田武史／編曲：CHOKKAKU）
宝酒造「タカラCanチューハイ 直搾り」CMソング（本人出演）
2. 無限の羽
（作詞・作曲：滝沢秀明／編曲：加藤裕介）
「滝沢演舞城 '09 タッキー&Lucky LOVE」劇中歌
3. YOUやっちゃいなよ!!
（作詞・作曲：羽場仁志／編曲：川端良征）
4. シャ・ラ・ラ（karaoke）
5. 無限の羽（karaoke）
6. YOUやっちゃいなよ（karaoke）

### 初回生産限定（シャ・ラ・ラ盤）
CD
1. シャ・ラ・ラ
2. 無限の羽

DVD
1. シャ・ラ・ラ（PV）
2. Off Shot

### 初回生産限定（無限の羽盤）
CD
1. 無限の羽
2. シャ・ラ・ラ

DVD
1. 無限の羽（PV、Tackey Special Version）

### Tackey Shop限定盤
1. シャ・ラ・ラ
2. 無限の羽
3. 手紙
  - 作詞・作曲：滝沢秀明ㅤ編曲：知野芳彦